# Levélbogárfélék
A levélbogárfélék (Chrysomelidae) a rovarok (Insecta) osztályának bogarak (Coleoptera) rendjébe, ezen belül a mindenevő bogarak (Polyphaga) alrendjébe tartozó család.
Változatos megjelenésű, rendkívül fajgazdag család. Világszerte több, mint 37 000 fajukat írták le, túlnyomó többségük trópusi elterjedésű. Magyarországról 667 fajt ismerünk, sokuk jelentős mezőgazdasági kártevő, Magyarországon csupán két védett faj él.  Világszerte több fajuk is résztvevője egyes gyomnövények elleni biológiai védekezési programoknak, pl. parlagfű-levélbogár (Zygogramma suturalis), parlagfű-olajosbogár (Ophraella communa), Zygogramma bicolorata.

## Rendszerezés
A családhoz az alábbi alcsaládok tartoznak:
- zsizsikformák (Bruchinae) Latreille, 1802
- levélbogárformák (Chrysomelinae) (Latreille, 1802)
- spárgabogárformák (Criocerinae) (Latreille, 1804)
- zsákbogárformák (Clytrinae) Lacordaire, 1848
- zömökbogárformák (Cryptocephalinae) (Gyllenhal, 1813)
- sásbogárformák (Donaciinae) (Kirby, 1837)
- ékeslevelészformák (Eumolpinae) (Hope, 1840)
- olajosbogár-formák (Galerucinae) (Latreille, 1802)
- pajzsbogárformák (Hispinae) (Gyllenhal, 1813)
- gömblevelészformák (Lamprosomatinae) (Lacordaire, 1848)
- Sagrinae (Leach, 1815)
- Spilopyrinae (Chapuis, 1874)

A Bruchinae alcsalád sokáig külön családnak számított, míg két mai család (barkabogárfélék (Orsodacnidae) és aknázóbogár-félék (Megalopodidae)) korábban alcsaládok voltak. Az egykori Cassidinae, Alticinae, Chlamisinae és Clytrinae alcsaládokat összevonták más alcsaládokkal, így nemzetség rangra téve őket.[forrás?]

## Jelentősebb magyarországi fajok

### Védett fajok
- balatoni hínárbogár (Macroplea mutica balatonica)
- dárdahere-zsákhordóbogár (Tituboea macropus)

### Jelentősebb kártevő fajok
- amerikai kukoricabogár (Diabrotica virgifera virgifera)
- burgonyabogár (Leptinotarsa decemlineata)
- veresnyakú árpabogár (Oulema melanopus)
- kéknyakú árpabogár (Oulema gallaeciana)
- lucernabogár (Phytodecta fornicata)
- répabolha (Chaetocnema tibialis)
- feketelábú földibolha (Phyllotreta nigripes)
- nagy káposztabolha (Phyllotreta nemorum)
- nagy repcebolha (Psylliodes chrysocephala)
- babzsizsik (Acanthoscelides obtectus)
- borsózsizsik (Bruchus pisorum)
- nagy nyárlevelész (Chrysomela populi)
- pajzsos labodabogár (Cassida nebulosa)
- fekete olajosbogár (Galeruca tanaceti)

## Képek

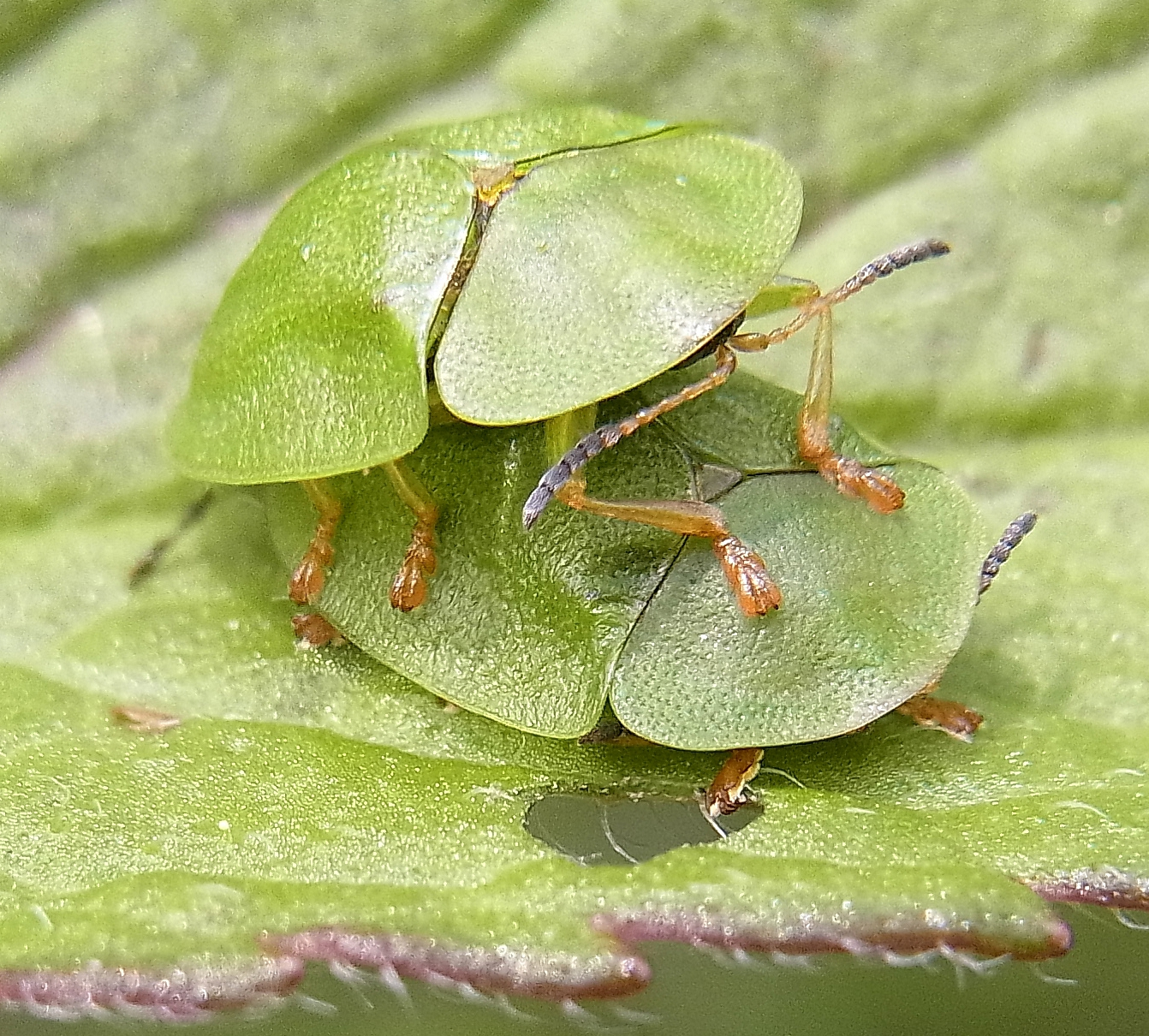
zöld pajzsbogár (Cassida viridis)
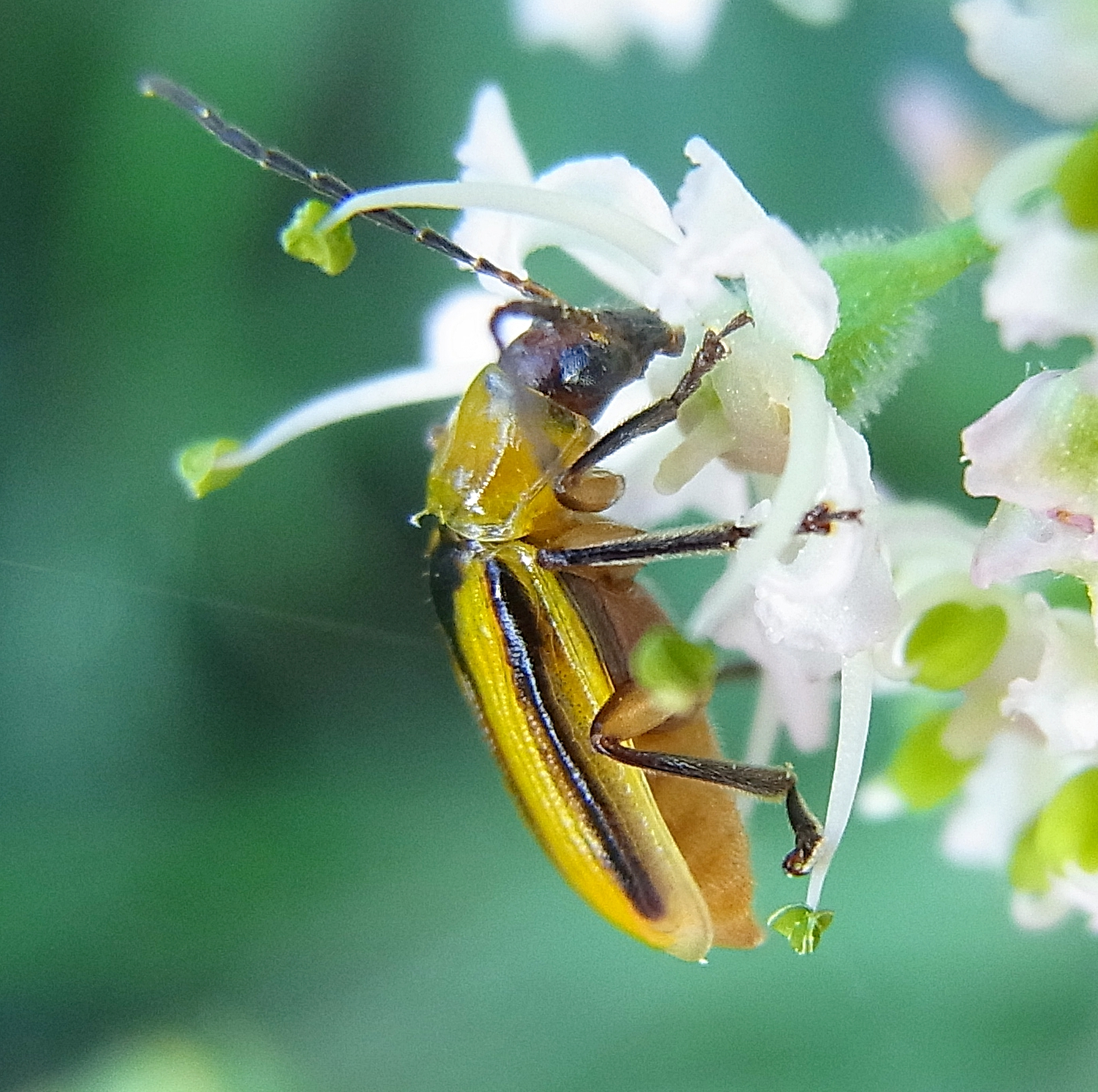
amerikai kukoricabogár (Diabrotica virgifera virgifera)
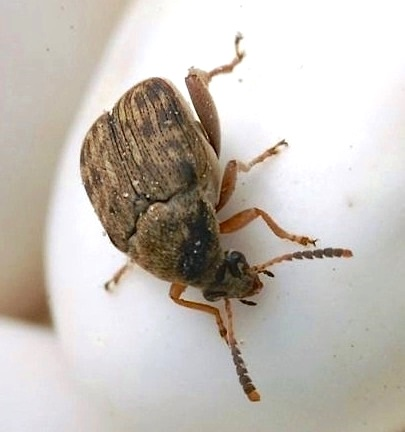
babzsizsik (Acanthoscelides obtectus)
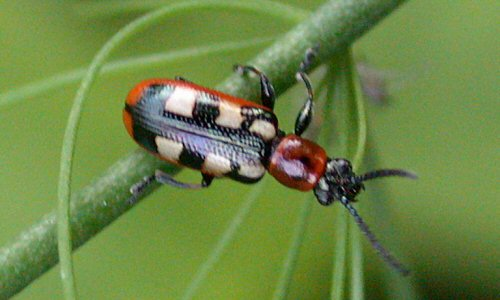
közönséges spárgabogár (Crioceris asparagi)
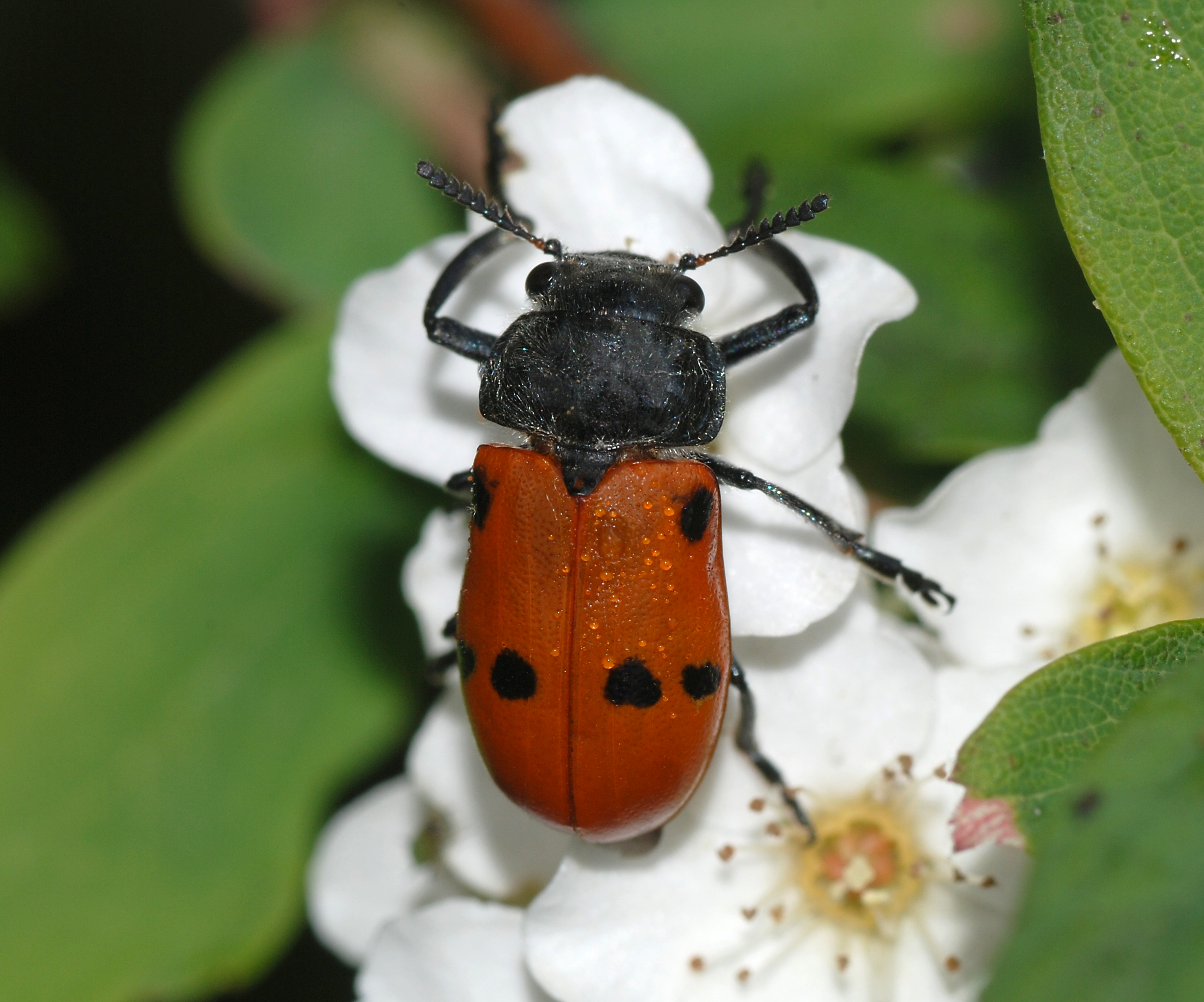
szőrösnyakú zsákhordóbogár (Lachnaia sexpunctata)
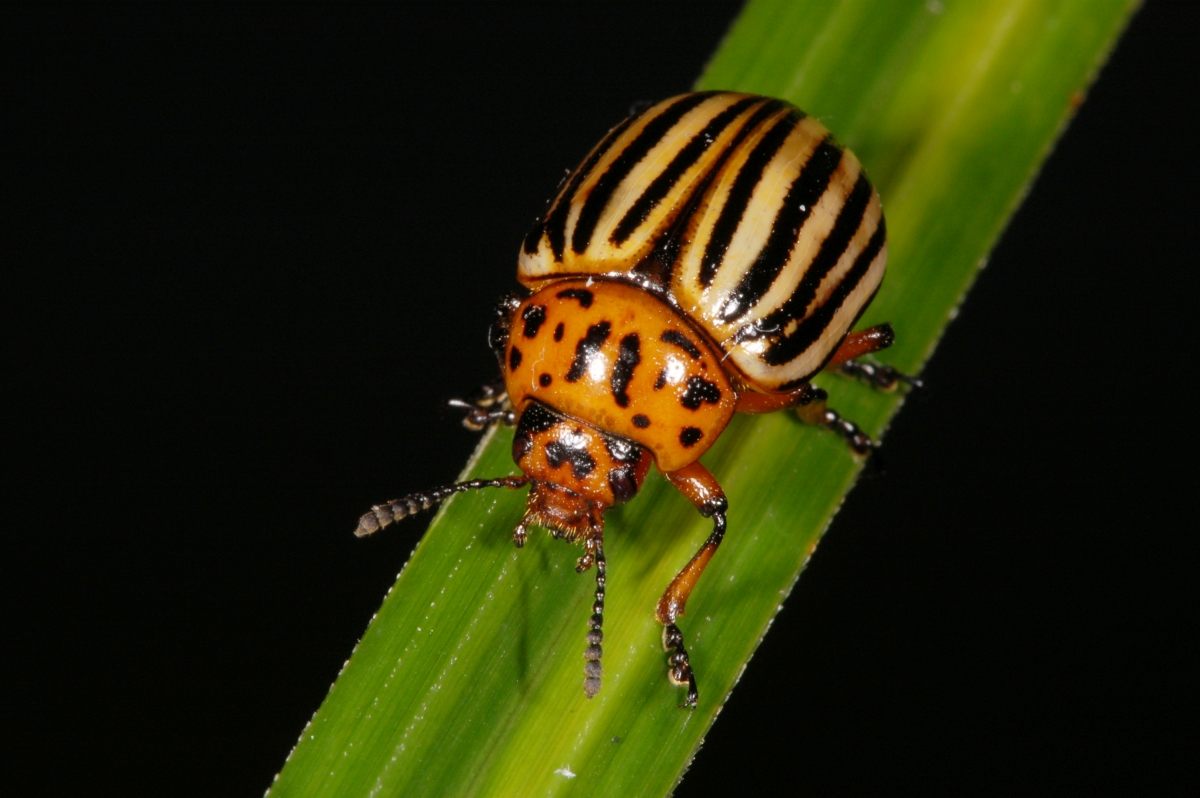
burgonyabogár (Leptinotarsa decemlineata)
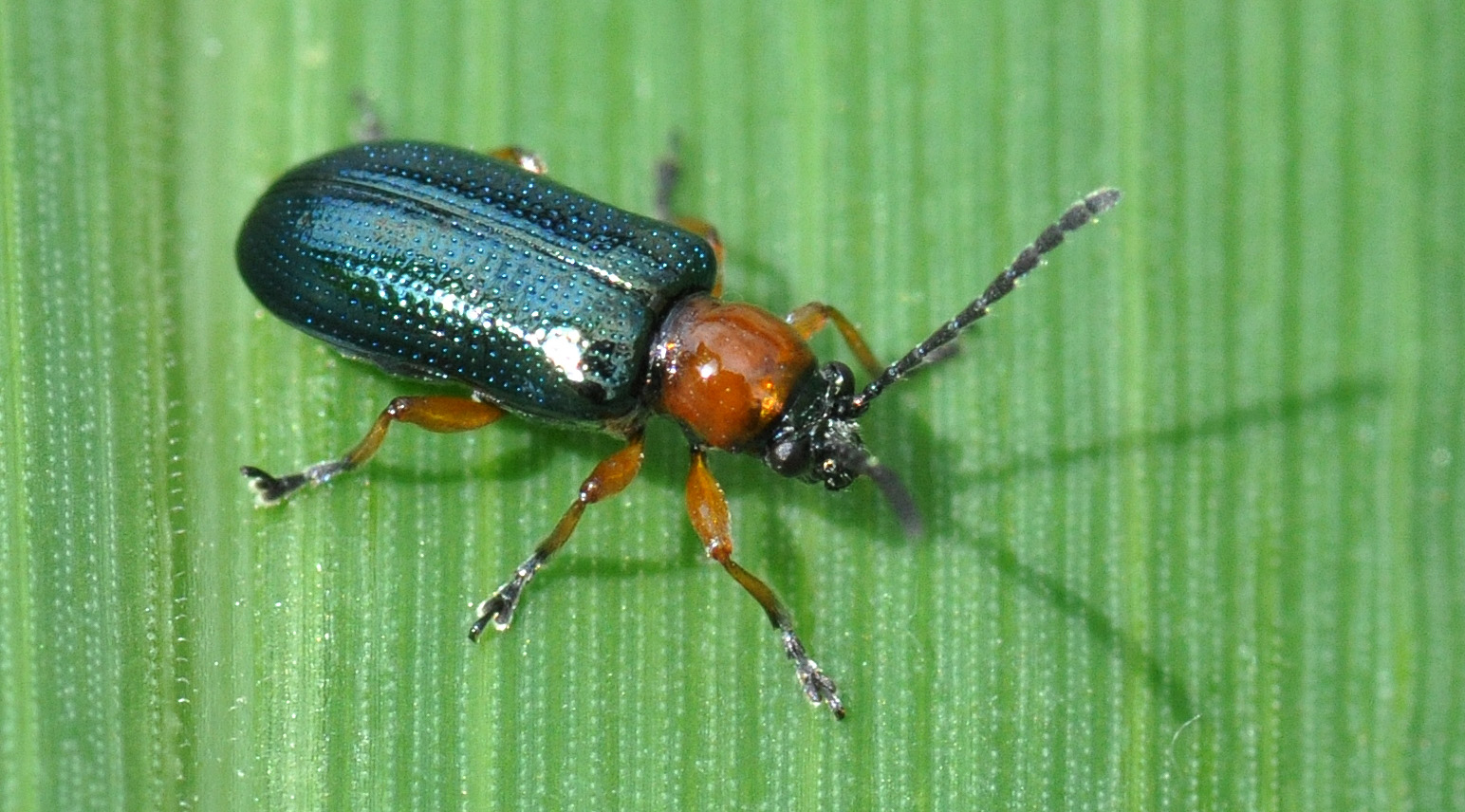
veresnyakú árpabogár (Oulema melanopus)
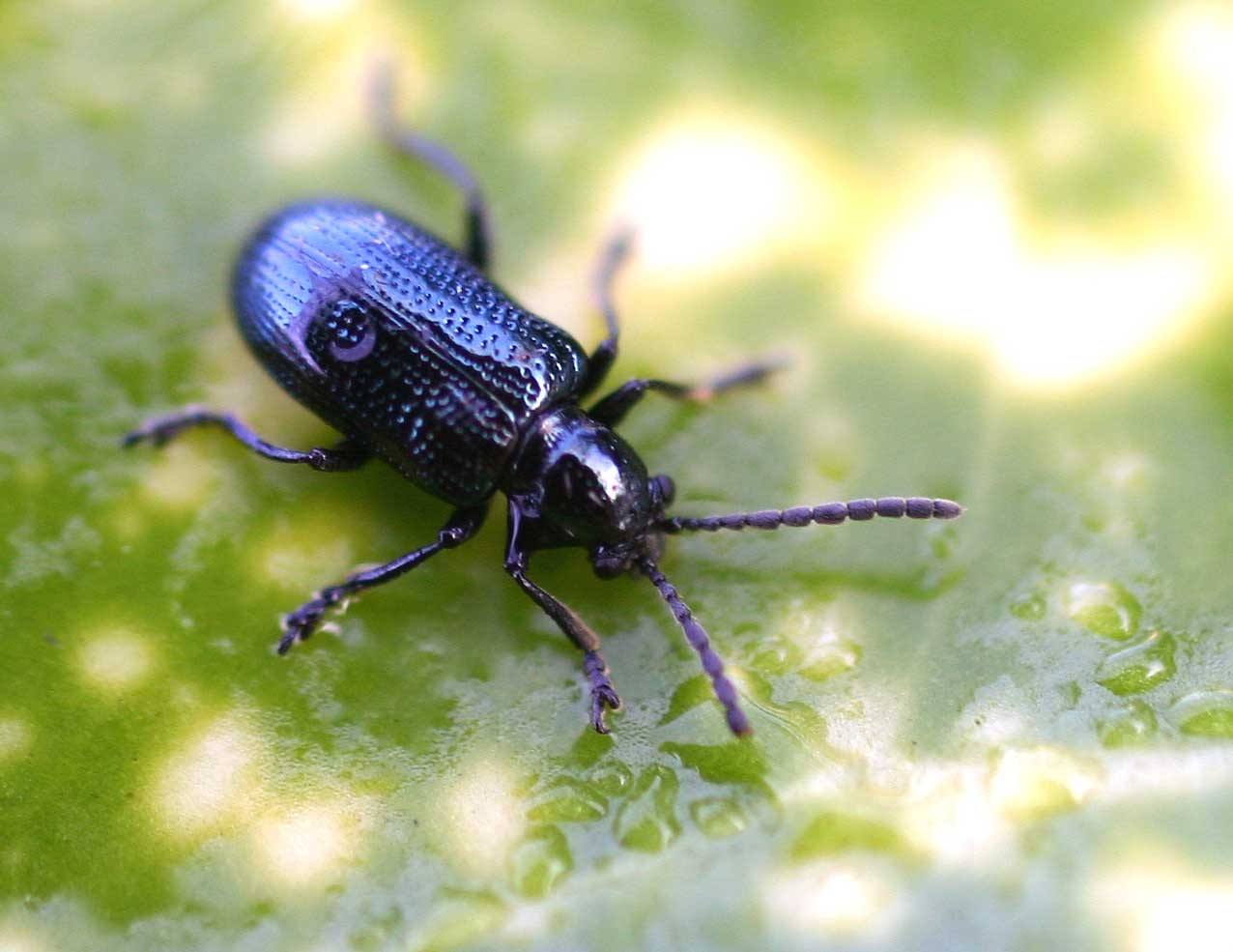
kéknyakú árpabogár (Oulema gallaeciana)
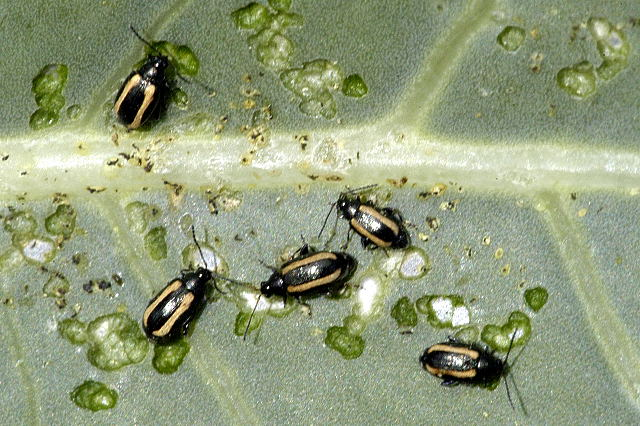
muharbolha (Phyllotreta vittula)
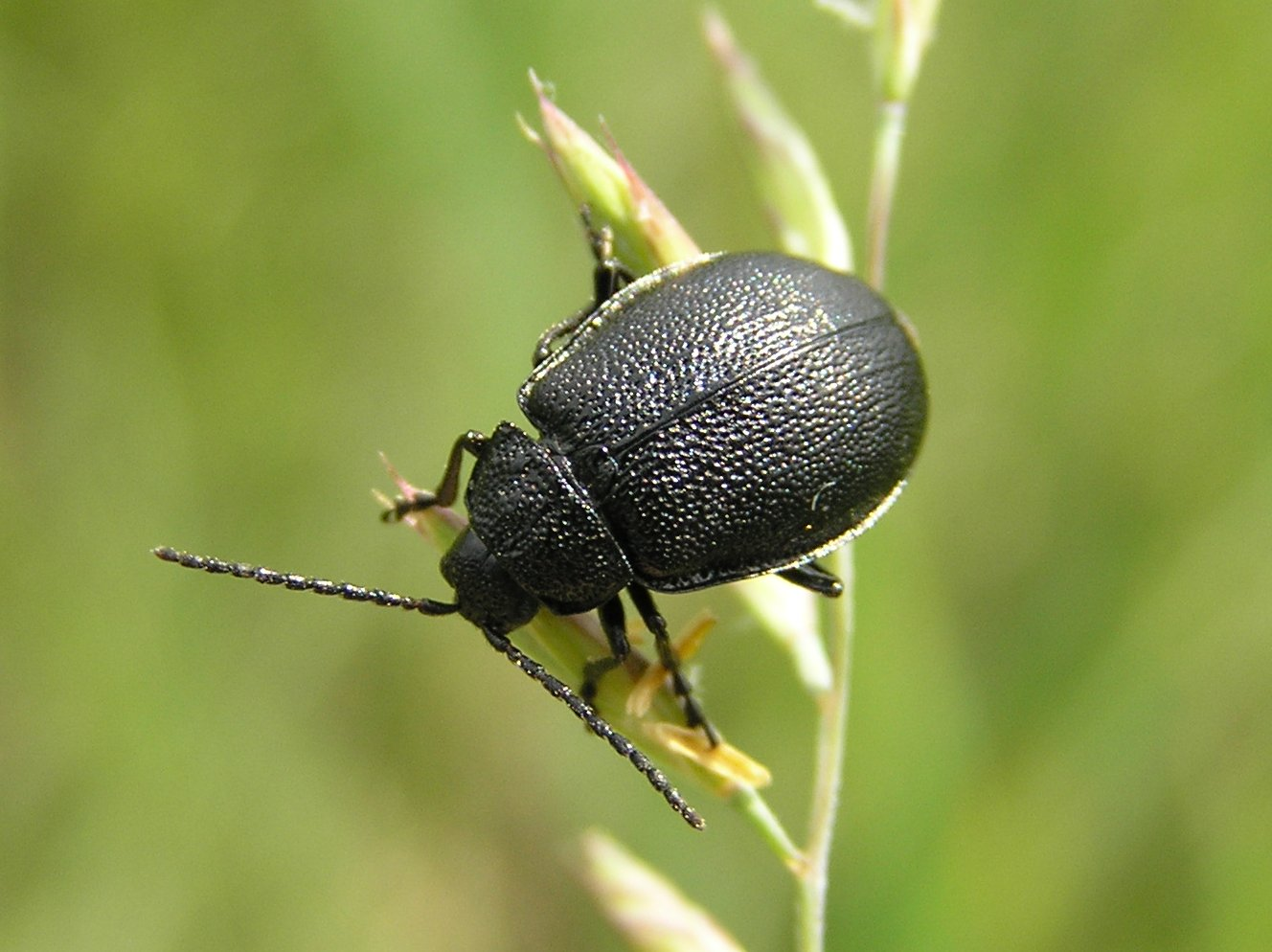
fekete olajosbogár (Galeruca tanaceti)
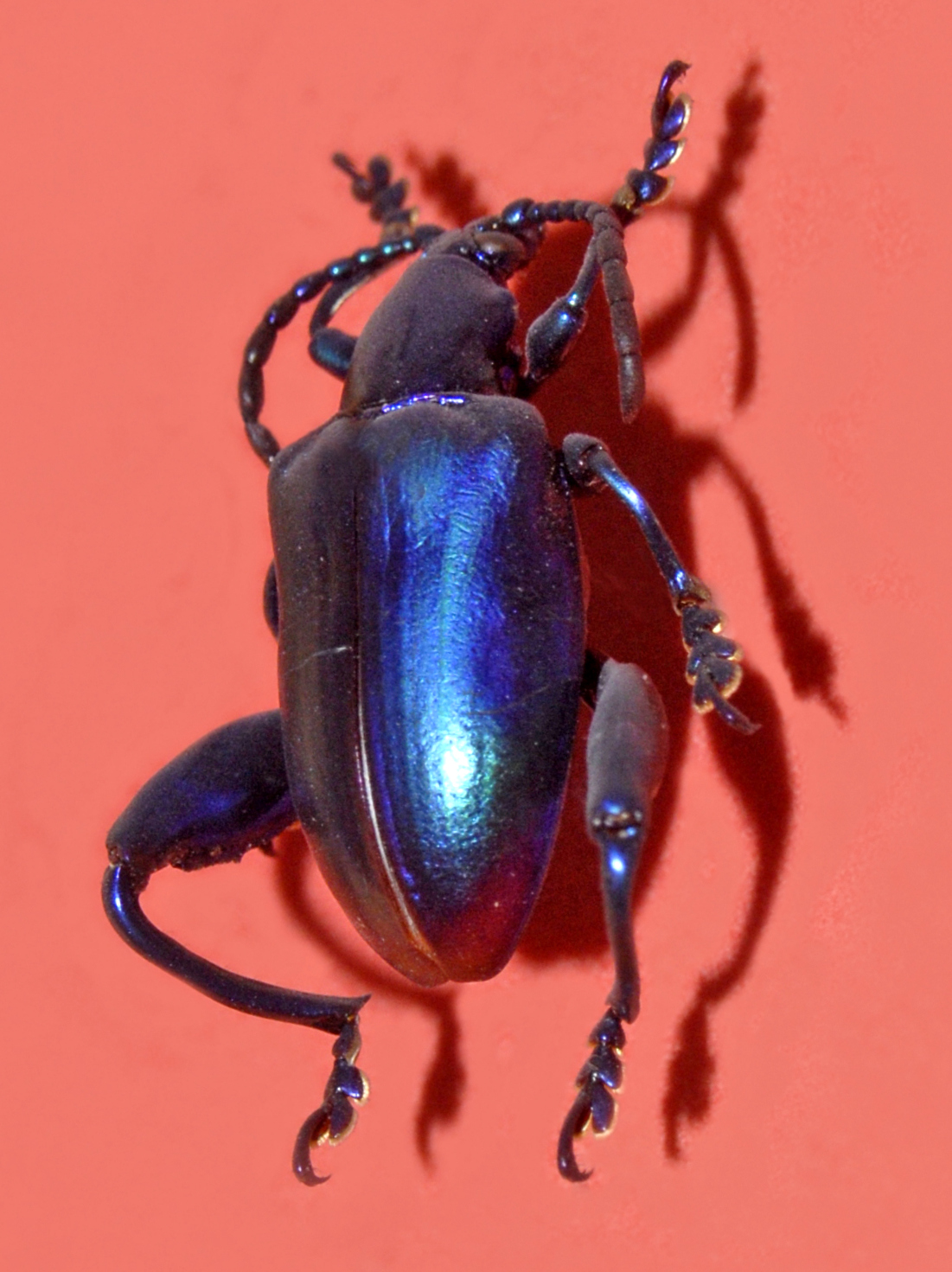
Sagra femorata
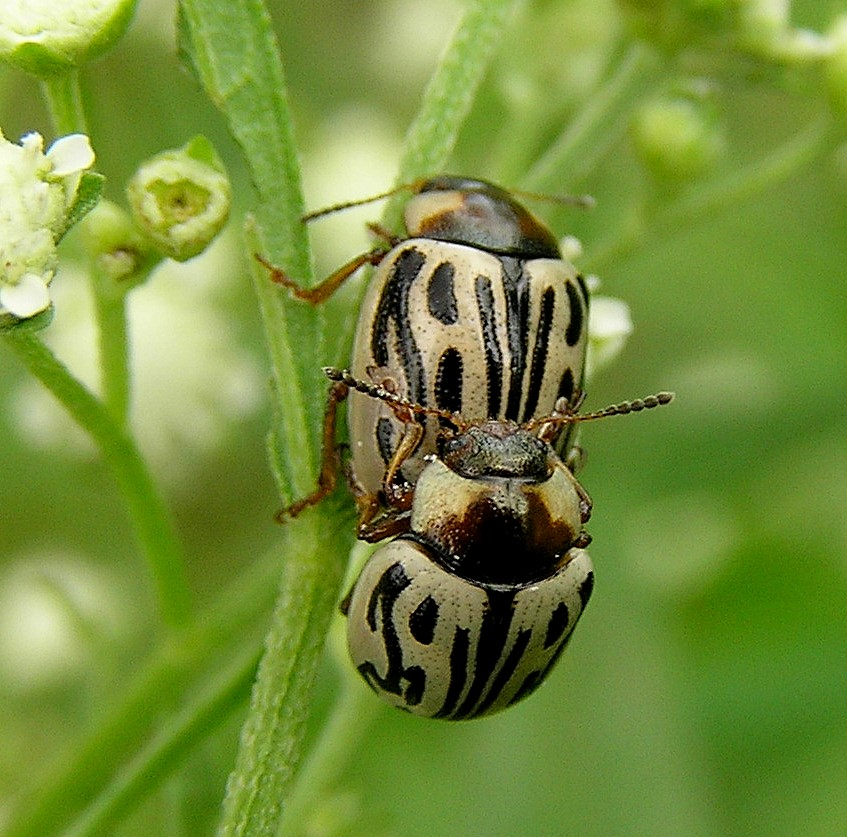
Zygogramma bicolorata
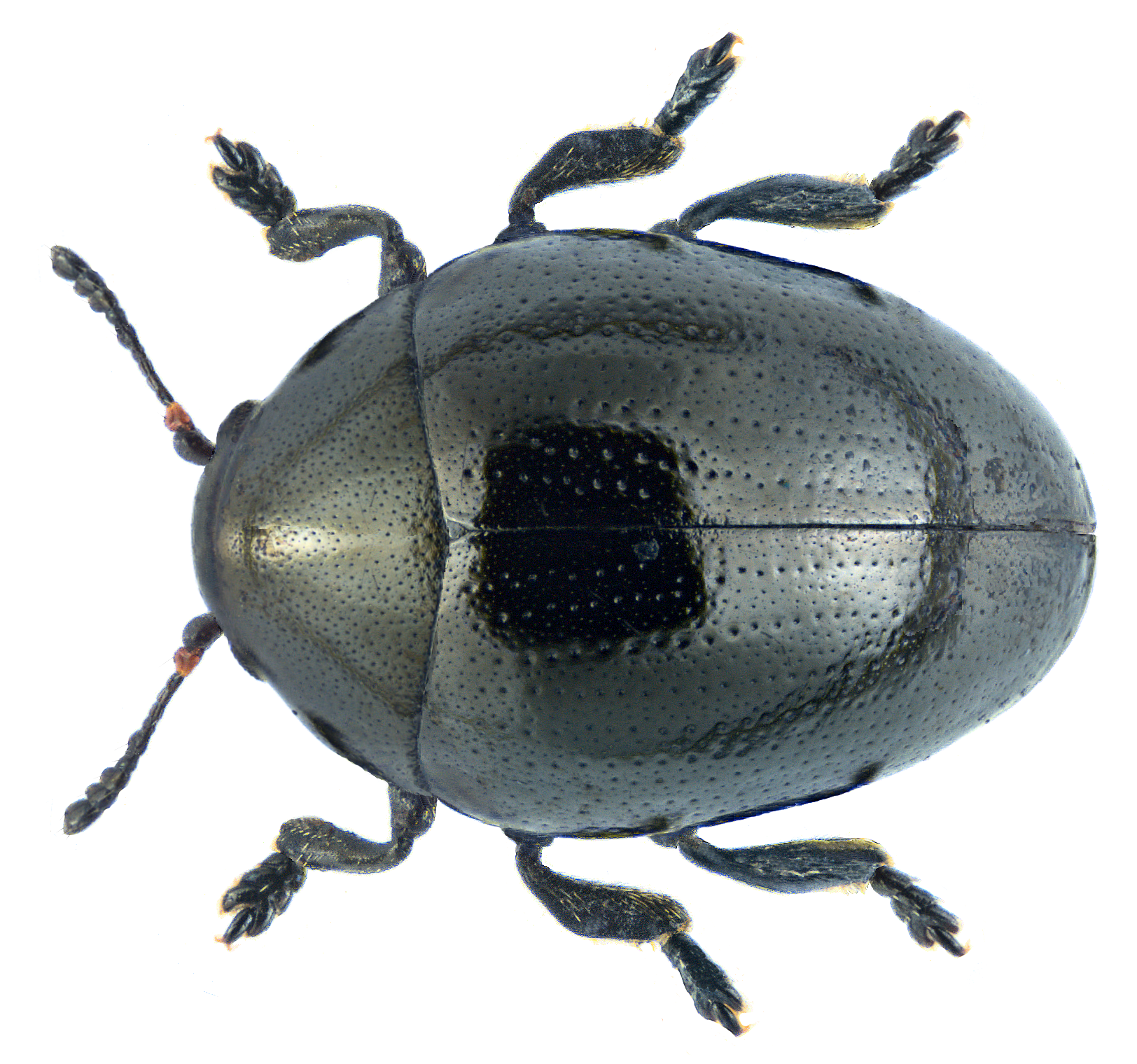
podagrafű-gömblevelész (Oomorphus concolor)